# Víctor Alfonso Serrano Mosquera
Víctor Alfonso Serrano Mosquera (Valladolid, Castilla y León, 9 de diciembre de 1970) es un exfutbolista español que ocupaba la posición de centrocampista. Actualmente es el secretario técnico del Real Club Deportivo de La Coruña. 

## Carrera

### Jugador
Formado en la cantera del Real Valladolid, debutó con el primer equipo en la temporada 1991-92, jugando seis partidos de Primera división. Durante el año y medio siguiente seguiría apareciendo esporádicamente por el equipo vallisoletano, mientras que la segunda mitad de la temporada 1993-94 la pasa en el Leganés. Posteriormente ficha por el Numancia, con quien sube a Segunda División en 1997. Ahí disputa 23 partidos con los sorianos durante la temporada 1997-98, antes de retirarse a causa de las lesiones.

### Director deportivo
Tras colgar las botas, ha seguido vinculado al mundo del fútbol. Se inició en el equipo técnico del C. D. Numancia, Real Valladolid y el Valencia. En marzo de 2006 es nombrado director deportivo del C. D. Tenerife, completando dos campañas y media en el cargo hasta mayo de 2008. Tras abandonar la isla, recaló en el Recreativo de Huelva. Con posterioridad regresó al Tenerife en la temporada 2014-15 con el equipo en Segunda División. El 19 de noviembre de 2018 se desvinculó del club. Meses después, en junio de 2019, se convirtió en el director deportivo del Córdoba Club de Fútbol.
El 28 de agosto de 2020 el Real Club Deportivo de La Coruña anuncia su incorporación como secretario técnico.
El 12 de mayo de 2021 se desvincula del Real Club Deportivo de La Coruña y se convierte en el nuevo Director Deportivo del Albacete Balompié, cuyo equipo asciende a la Segunda División Española el día 11 de junio de 2022. En lo que se viene a denominar como el "Riazorazo". 